# Ларрока, Сальвадор
Сальвадор Ларрока (родился в 1964 году) испанский художник комиксов, прежде всего известен по своим работам: Люди Икс под разными названиями.

## Карьера
После нескольких лет работы в качестве картографа, он начал работать художником комиксов в Marvel UK, британской компанией импринта Marvel Comics. Ларрока работал в Marvel UK, когда он внес вклад в Dark Angel и Death's Head II. В какой-то момент, Ларрока начал работать над основными североамериканскими комиксами, такими как DC Comics' Flash. Впоследствии, Ларрока работал три года в Marvel Comics над Ghost Rider, в середине 1990-х годов. После запуска Ghost Rider, Ларрока получил экспозицию, необходимую, для того, чтобы стать известным, одним из самых выдающихся художников комиксов Соединенных Штатах.
После эксперимента c "Heroes Reborn", редактор Бобби Чейз дал Ларроке задачу возвратить Капитана Америку, Железного Человека, Фантастическую Четверку, Мстителей, и нескольких других супергероев, в мини-серии Heroes Return. После ухода Алана Дэвиса из Фантастическая четверка, Ларрока начал работать вместе с писателем Крисом Клермонтом. У Ларрока и Клермонта был трехлетний, долгосрочный перспектив на название.
Ларрока передал работу в руки нового писателя / художника, Карлосу Пачеко, в то время, когда Ларрока продолжал делать несколько выпусков Uncanny X-Men, после ухода Адама Куберта, который перестал работать над Ultimate X-Men. Ларрока затем воссоединился с писателем Крисом Клермонт, над X-Treme X-Men. Ларрока остался на названии в течение двадцати четырех выпусков, после чего его попрасили поработать над новым выпуском Namor в Tsunami imprint. Между тем Ларрока работал над различными мини-сериями, в том числе над Ultimate Daredevil & Elektra и Ultimate Elektra.
Ларрока попросили нарисовать выпуски Uncanny X-Men и X-Men. Эти выпуски привели к событию X-Men Reload, а названия получили новых писателей, художников, и направления рассказов. Ларрока вместе с писателем Чаком Остином работали над X-Men. Во время своей работы над X-Men, Ларрока нарисовал мини-серию Spider-Man: House of M. Позже Ларрока рисовал X-Men, с новым писателем, Питером Миллиганом. Он оставил X-Men в июне и присоединяется к Уоррену Эллису на newuniversal, римейк New Universe.
С 2008 по 2012 год, Ларрока вместе с Мэттом Фрэкшном работал над Invincible Iron Man.

### Marvel
- Alien #1-9 (2021–2022)
- Avengers: The Initiative Annual #1 (2008)
- Avengers, vol. 5, #25-28 (2014)
- Cable #24 (1995)
- Cable and X-Force #1-14 (2013)
- Darth Vader #1- (2015-н.в.)
- Death of Wolverine: The Weapon X #1- (2014-по н.в)
- Doctor Aphra #1 (2016)
- Eminem/Punisher (опубликован на сайте Marvel; не продается) (2009)
- Excalibur #107–110 (1997)
- Fantastic Four, vol. 3, #4–34 (1998–2000)
- Fantastic Four 2000 (2000)
- Fear Itself ("Iron Man") #7.3 (2011)
- Gambit and the X-Ternals, минисерия, #3-4 (1995)
- Generation X/Gen 13 (1997)
- Ghost Rider, vol. 3, #51-69, 72, 75-81 (1994–97)
- Heroes Reborn: The Return, miniseries, #1–4 (1997)
- Incredible Hulk Ежегодник #20 (1994)
- Iron Man, vol. 3, #15 (среди других художников) (1999)
- Invincible Iron Man #1-33, затем продолжил с #500-527 (2008-12)
- Mighty Avengers vol. 2, #13 (2014)
- Monsters Unleashed vol. 2, #24 (2017)
- Namor, минисерия, #1–6 (2003)
- Newuniversal, минисерия, #1–6 (2007)
- Point One, one-shot, ("Yin & Yang") (2012)
- Psylocke & Archangel: Crimson Dawn, минисерия, #1-4 (1997)
- The Sensational Spider-Man Ежегодник #1 (2007)
- Secrets of the House of M, one-shot (в числе других художников)
- Spider-Man: House of M, минисерия, #1–5 (2005)
- Star Wars, vol. 2 #26–55 (2017–18)
- Stan Lee Meets Dr. Doom (2006)
- Ultimate Daredevil and Elektra, минисерия, #1–4 (2003)
- Ultimate Elektra, минисерия, #1–5 (2004–05)
- Ultimate Fallout, минисерия (Reed Richards)#4 (2011)
- Ultimate X-Men #88–93, Ежегодник #2 (2006–08)
- Uncanny Avengers #12, 24 (2013-2014)
- Uncanny X-Men #387–392, 439–443, 487–491 (2000–07)
- Uncanny X-Men vol. 5, #11–16, 20–22 (2019)
- X-Men, vol. 2, (затем New X-Men) #69, 155–179, 182–187 (1997–2006)
- X-Men: No More Humans, графический роман, (2014)
- X-Men Unlimited (Kitty Pride) #36 (2002)
- X-Men: Declassified (среди других художников) (2000)
- X-Treme X-Men #1–24, Ежегодник 2001 (2001–03)

### Другие издатели
- Dark Angel #11-16 (Marvel UK, 1993–94)
- Death's Head II #12-15 (Marvel UK, 1993–94)
- Flash #95-98 (full art); #99-100 (вместе с Карлос Пачеко) (DC, 1994–95)
- Speed Demon (Amalgam Comics, Marvel/DC, 1996)
- Stormwatch #18 (Image, 1995)

## Внешние ссылки
- Salvador Larroca (англ.) на сайте Comic Book DB
- Salvador Larroca in 'Guia del comic' profile/bibliography about the artist  (исп.)
- Salvador Larroca: Drawing to the X-Treme: interview the artist at The Pulse, around the time that he was working on X-Treme X-Men and Namor